# MME U80701

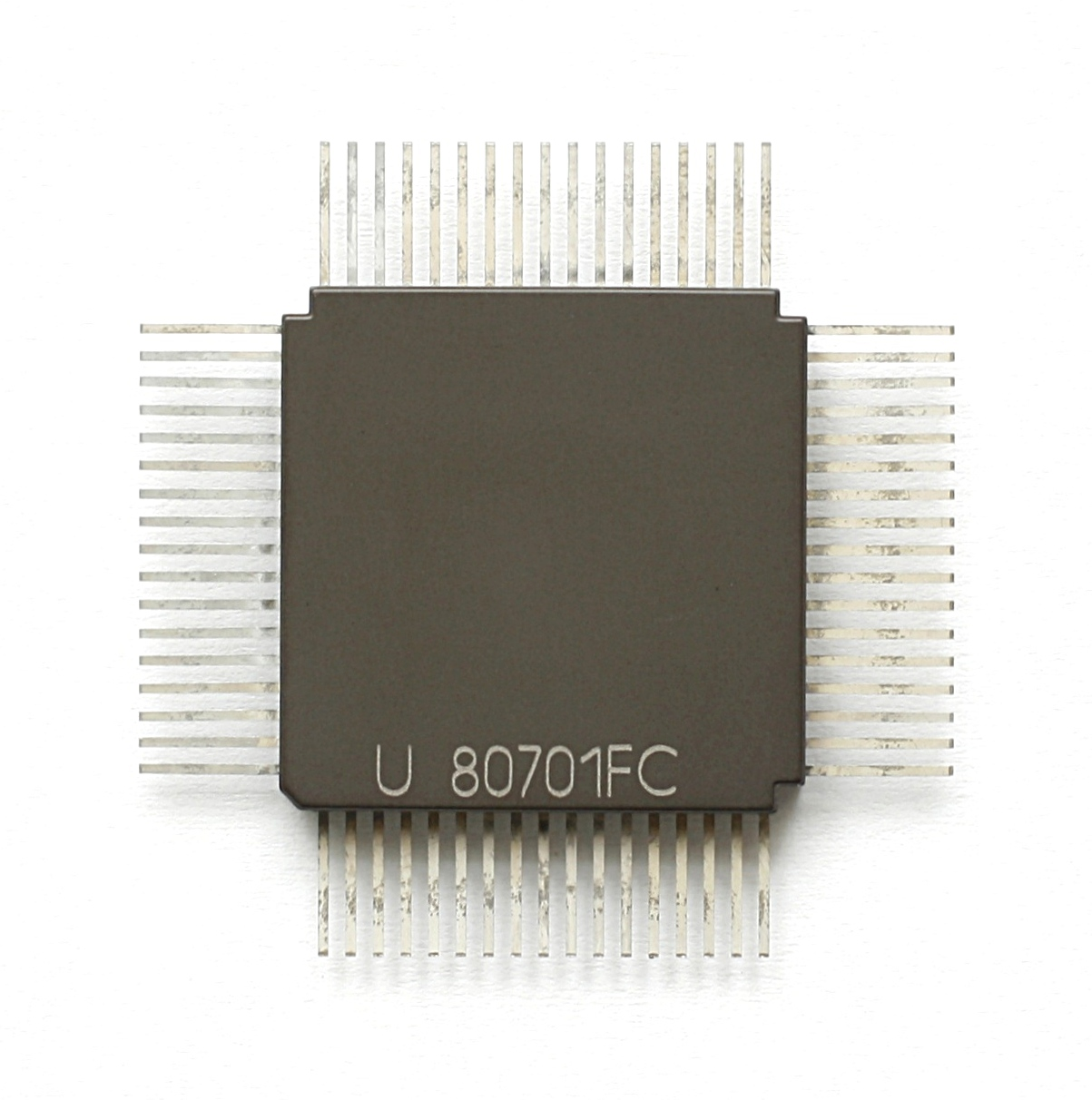
U80701FC

MME U80701は1986年から1990年にドイツ民主共和国で開発された32ビットマイクロプロセッサである。NMOS 論理技術でVEB Mikroelektronik "Karl Marx" エアフルト (MME)で製造され、68端子のCQFPパッケージに収められた。
U80701はディジタル・イクイップメント・コーポレーション (DEC)のMicroVAX 78032のリバース・エンジニアリングによって開発された。DECのMicroVAX IIのクローンであるロボトロンのK 1820 ミニコンピュータで使用された。
U80700 システムには以下のチップが含まれる。:
- U80701: CPU (DC333)
- U80703: FPU (DC337)
- U80707: コンソール インターフェース/コントローラ DLART (DC319)
- U80709: CPU インターフェース ゲートアレイ (DC379)
- U80711: Q22-Bus インターフェース ゲートアレイ (DC380)